# 阿特沃特山
66°11′S 66°38′W / 66.183°S 66.633°W
阿特沃特山（英語：Atwater Hill）是南極洲的山峰，座標66°11′S 66°38′W，位於葛拉漢地，處於比斯科群島的拉瓦錫島東部，由英國探險隊拍攝的空中照片繪入地圖，現時由南極條約體系管理。